# Грэм, Мервин
Мервин Б. Грэм (англ. Merwin B. Graham; 4 марта 1903, Фэрвью, Западная Виргиния — 24 января 1989, Сан-Бернардино, Калифорния) — американский легкоатлет, выступавший в тройном прыжке, прыжках в длину и высоту. Участник летних Олимпийских игр 1924 года.

## Биография
Мервин Грэм родился 4 марта 1903 года в американском городе Фэрвью в штате Западная Виргиния.
Выступал в легкоатлетических соревнованиях за команду Канзасского университета «Канзас Джейхокс» из Лоренса, был её капитаном.
В 1924 году вошёл в состав сборной США на летних Олимпийских играх в Париже. В тройном прыжке занял 9-е место в квалификации, показав результат 14,00 метра и уступив 35 сантиметров попавшему в финал с 6-го места Микио Оде из Японии.
В 1925 году на «Техасских эстафетах» выиграл прыжки в длину и стал вторым в прыжках в высоту, в «Дрейкских эстафетах» первенствовал в тройном прыжке и прыжках в длину.
После окончания колледжа в течение 36 лет работал в компании Mobil Oil.
Умер 24 января 1989 года в американском городе Сан-Бернардино.

## Личный рекорд
- Тройной прыжок — 14,54 (1925)[1]

## Память
В 1959 году был введён в Зал славы «Дрейкских эстафет».
В 2008 году был введён в Зал славы лёгкой атлетики Канзаса.